# Nytorpsravinen
Nytorpsravinen är ett naturreservat i Gnesta kommun, Södermanlands län. Reservatet bildades år 2005 och omfattar en areal om 10,1 hektar. Nytorpsravinen har få motsvarigheter i länet. Naturvårdsförvaltaren är Länsstyrelsen i Södermanlands län medan markägaren är privat.

## Beskrivning

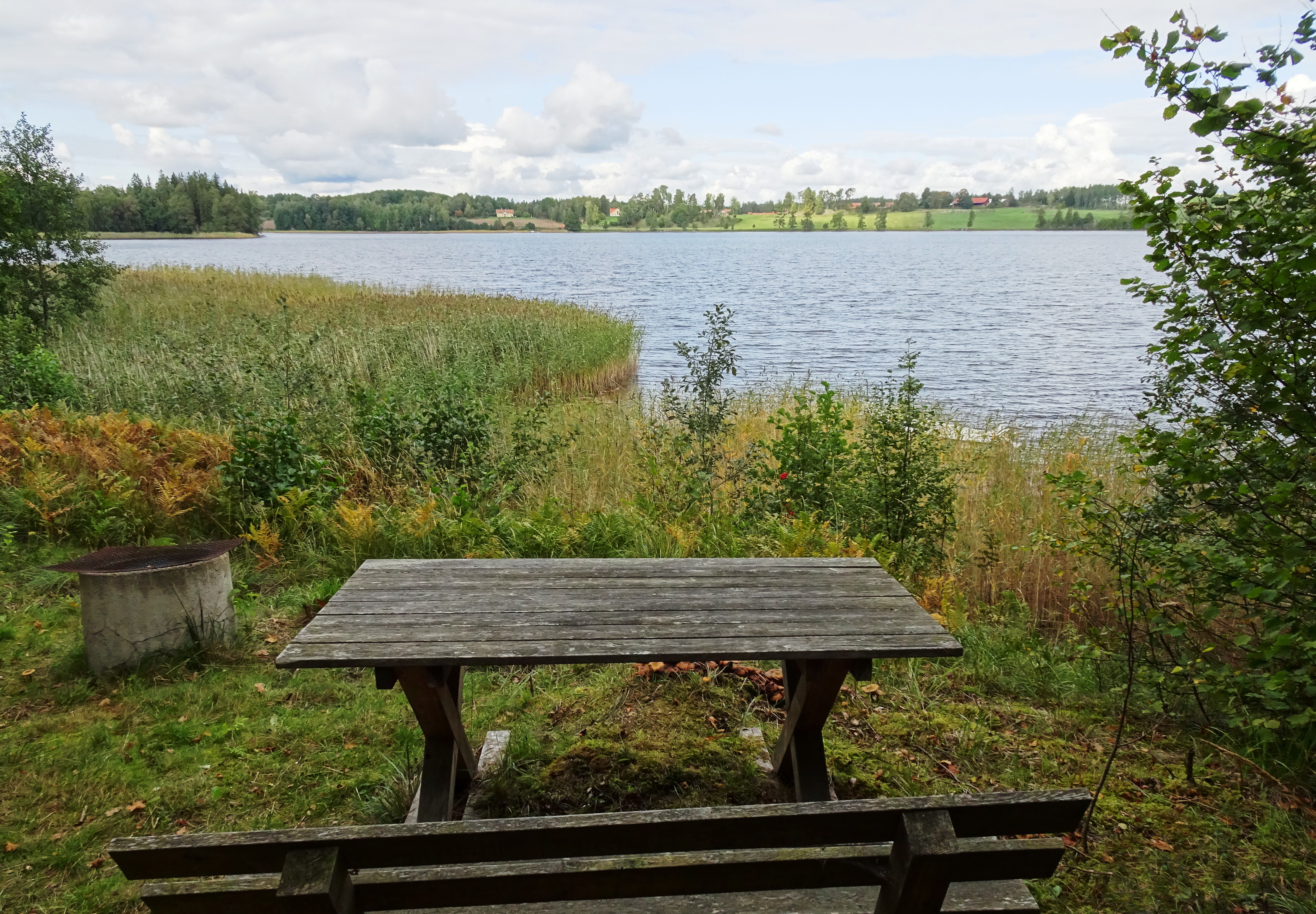
Rastplatsen vid Misteln.

Reservatet ligger vid båda sidor om landsvägen som sträcker sig längs sydvästra sidan om sjön Misteln. Nytorpsravinen är en djup bäckravin vid det forna torpet Nytorp som ligger under gården Herrökna (därav namnet). Nytorpsravinen börjar i väster vid Älvsjön, slingrar sig österut och slutar i Misteln, en sträcka på knappt två kilometer. På sin väg har ån bildat en djup ravin med många meander, som utgör idag en av länets intressantaste växtlokaler. Här finns vårärt, lungört, gulsippa, tvåblad och tibast. Blomsterrikedomen är som störst om våren. Längst i norr finns en 125-årig  granskog med sällsynta växter varav flera ingår i Natura 2000. I den norra delen av ravinen kan man längs en markerad stig vandra direkt intill ån som korsas av flera små broar. Stigen slutar vid sjön Misteln, där det finns en rastplats.

## Syftet med reservatet
- Bevara och utveckla en bäckravin som ingår i Natura 2000, EU:s nätverk av värdefulla naturområden, och som består av livsmiljöerna örtrika näringsrika skogar med gran och lövsumpskogar.
- Bevara strukturer och funktioner som den fuktiga ravinmiljön med naturliga vattenfluktuationer samt gamla och döda träd.
- Typiska växt- och djursamhällen och arter inom området, som t.ex. bäckbräsma, springkorn, storgröe och piskbaronmossa, ska ha gynnsamt tillstånd.

## Bilder

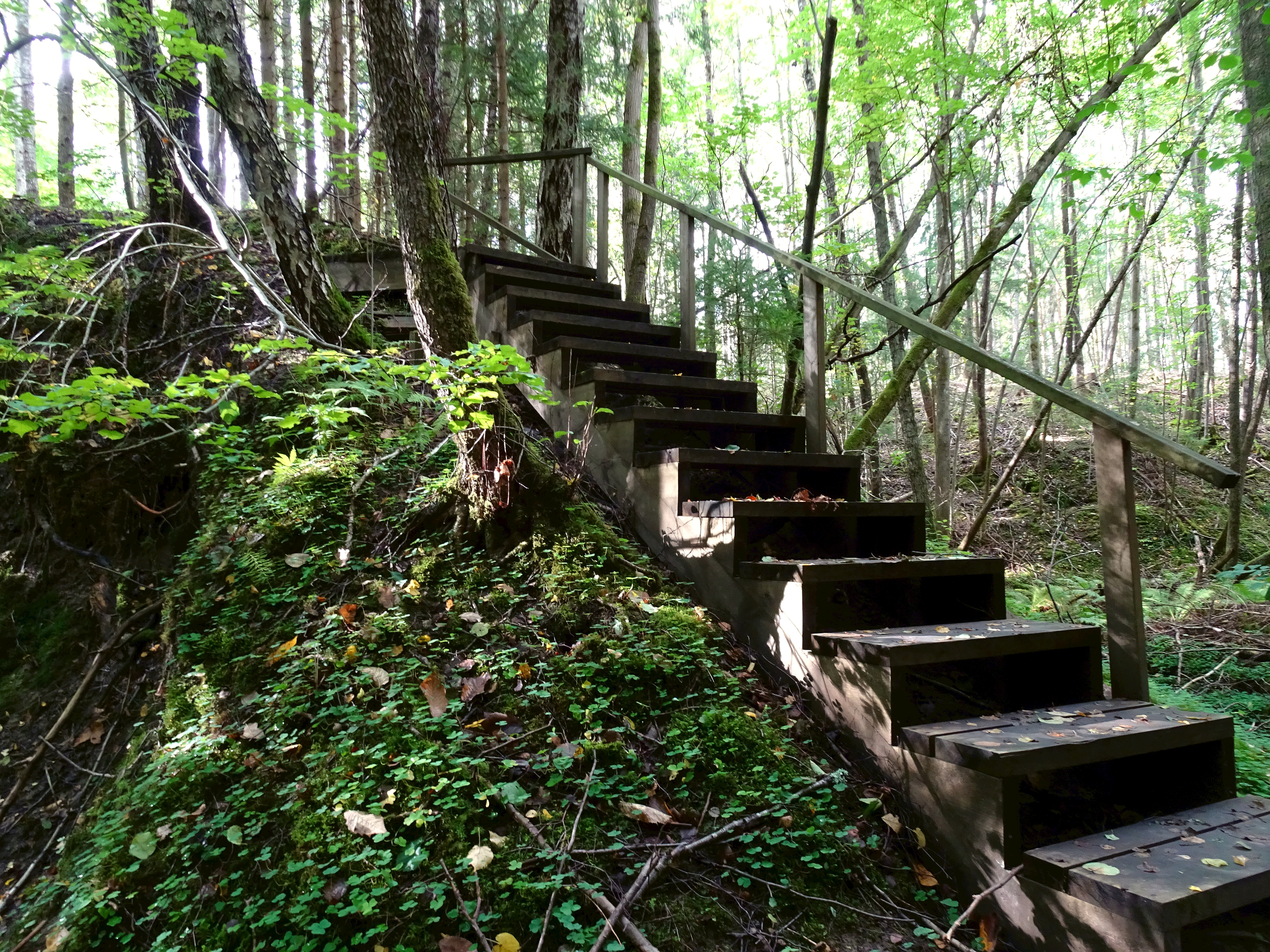
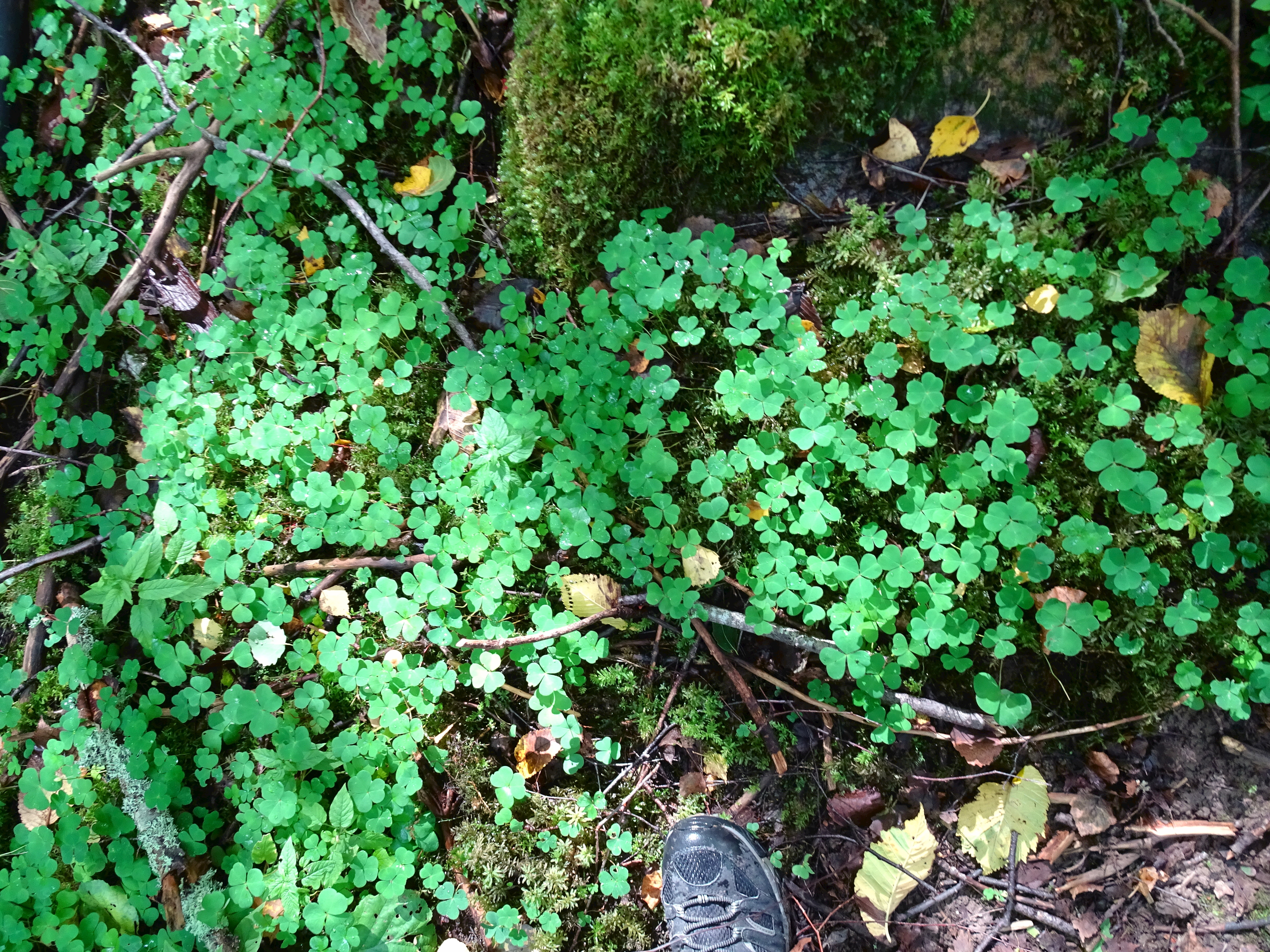
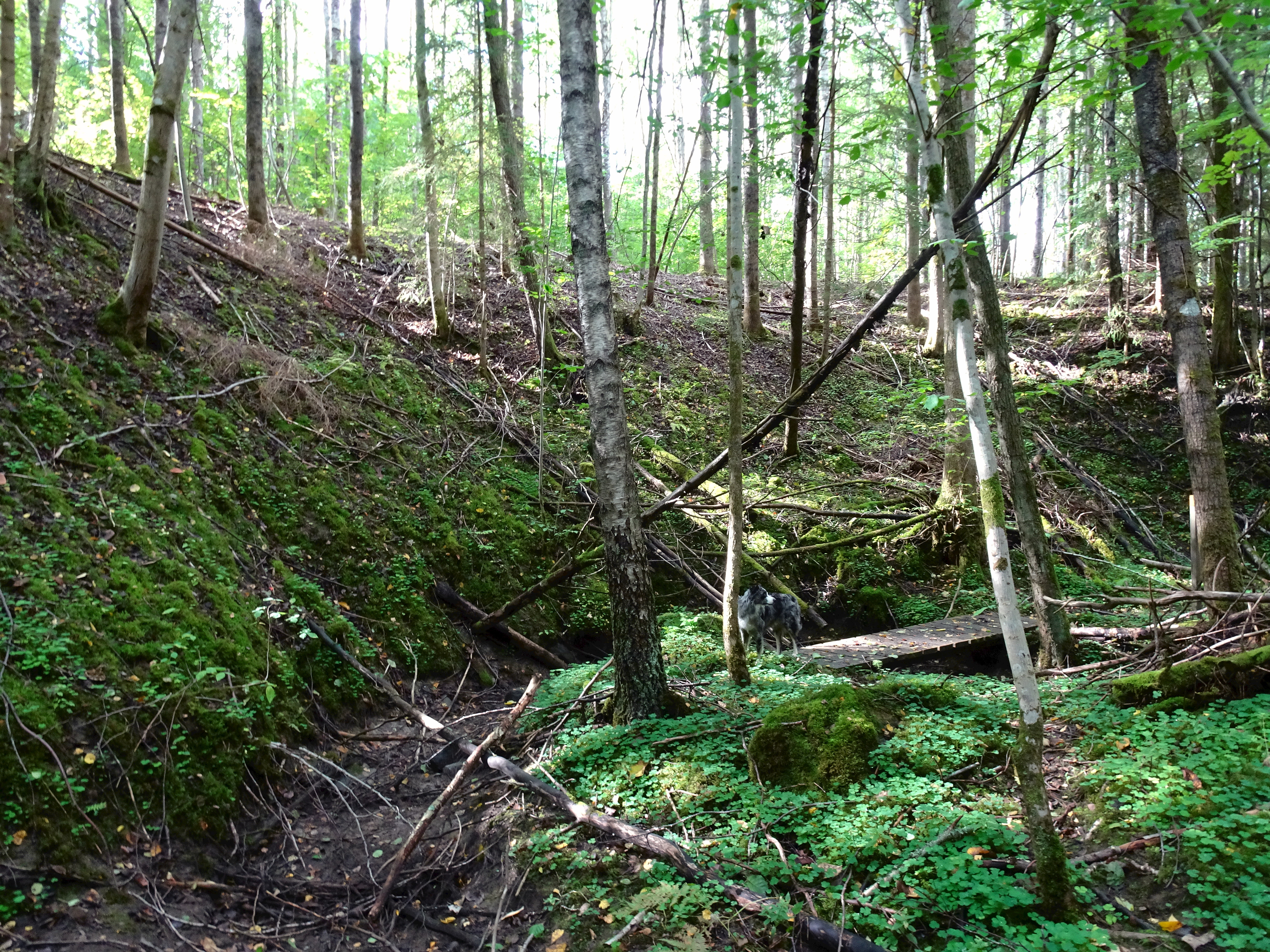
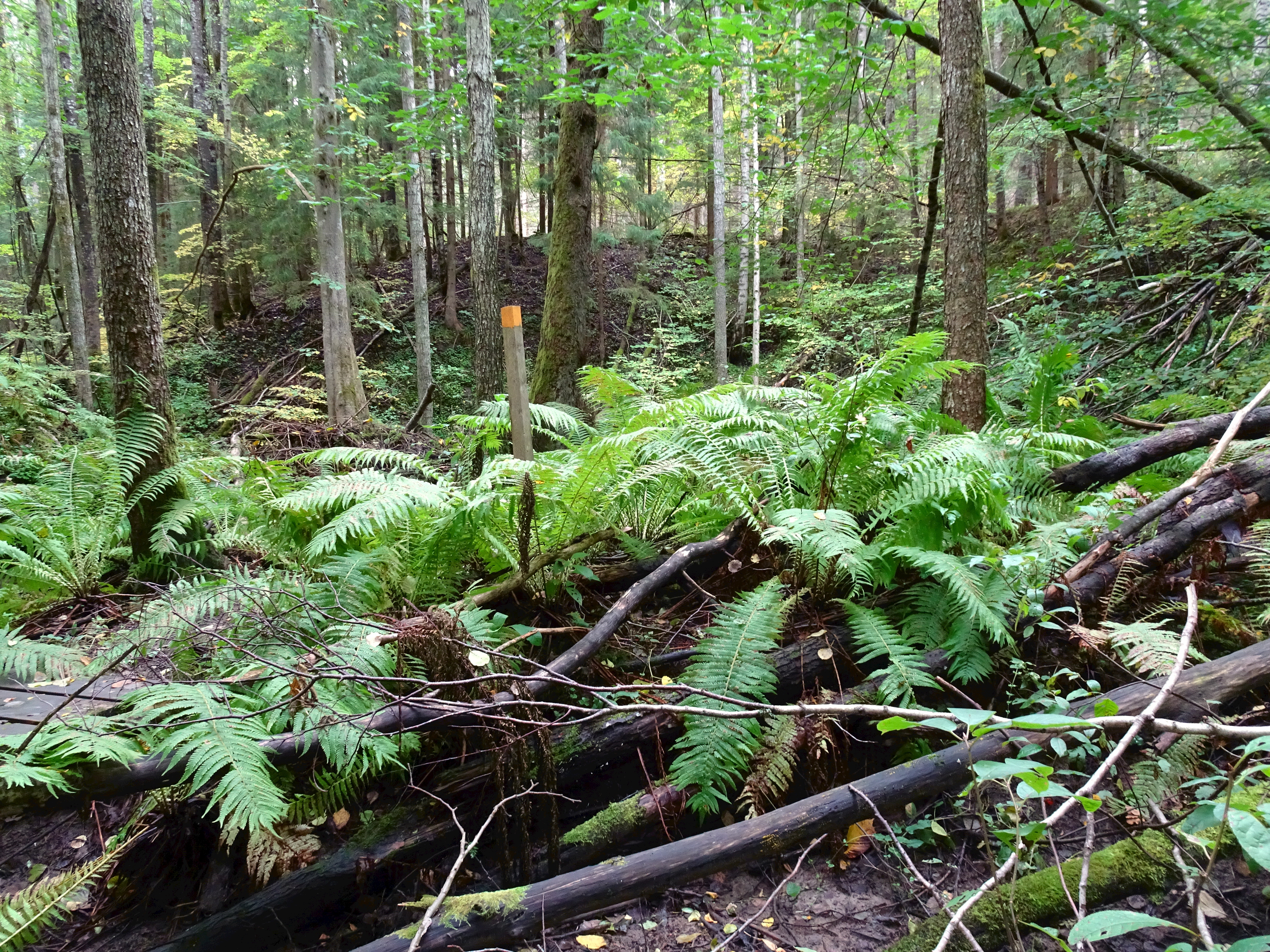